# Брайкеу
Брайкеу (рум. Braicău) — село в Молдові в Дондушенському районі. Входить до складу комуни, центром якої є село Сударка.